# Pinboys
Die PinBoys waren eine im September 2002 in Aarhus, Dänemark gegründete Alternative-Rock-Band. 

## Geschichte
Die PinBoys waren ein dänisches Rock-Quartett mit den Sängern Anne Kalstrup und Jakob Thalund Møller. Ihr Debüt-Album Teenage Wasteland erschien 2007.
Ihren ersten Song Quit It veröffentlichten die PinBoys bei dem New Yorker Plattenlabel Flytrap Records und gingen auf Tour durch die USA. 2003 trennten sich die PinBoys von Flytrap Records. Mit den ZigZound Studios veröffentlichten sie 2004 die erste eigene EP No Control. Im Jahr 2005 unterschrieben sie einen Vertrag bei Iceberg Records, im August erschien die EP Somewhere in Between. Viele Support-Touren folgten, im April 2007 wurde das erste Studioalbum mit dem Titel Teenage Wasteland veröffentlicht. Das zweite Studioalbum mit dem Titel Simple Art erschien in Dänemark im Frühjahr, in Deutschland im Sommer 2009.
Im Dezember 2010 entschied sich die Band, sich im Guten aufzulösen, da die musikalischen Ansprüche der Mitglieder auseinandergewachsen seien. Im Frühjahr 2011 fand die Abschiedstournee statt, welche im Rahmen eines großen Abschiedskonzert am 20. Mai 2011 in der Hamburger Markthalle endete.
Die Rockband hat mehr als 300 Auftritte auf mehreren Tourneen durch Europa, den Vereinigten Staaten und Japan mit Bands wie Fall Out Boy, Billy Talent, Millencolin, Reel Big Fish, Donots und ZSK durchgeführt.
Am 28. August 2010 spielten sie zusammen mit Illegal 2001, Desert Deamon, KellerChaos und Murphys Law auf der Jübek Open Air Revival Party.

## Diskografie
- 2002: One in the Gutter (EP)
- 2003: White Frogs & PinBoys: A-SIDE
- 2004: No Control (EP)
- 2005: Somewhere in Between (EP)
- 2007: Teenage Wasteland (Album)
- 2009: Simple Art (Album)